# الکساندر زوبکو
الکساندر زوبکو (روسی: Александр Юрьевич Зубков؛ زادهٔ ۱۰ اوت ۱۹۷۴) ورزشکار بابسلد اهل روسیه است.
وی همچنین برندهٔ جوایزی همچون نشان دوستی شده‌است.
وی در مسابقات کشوری و بین‌المللی در مجموع برندهٔ ۸ مدال طلا، ۱۳ مدال نقره، ۷ مدال برنز شده‌است.